# Coroană fiumană
Coroana fiumană (în croată Riječka kruna, în italiană Corona Fiumana, prescurtată Cor. sau FIUK) a fost introdusă în Statul Liber Fiume la 18 aprilie 1919 de către Consiliul Național din Fiume, care a exercitat efectiv puterea în oraș, prin ștampilarea bancnotelor anterioare (coroana austro-ungară). După ocuparea orașului de către trupele lui Gabriele d’Annunzio, în septembrie 1919, o nouă serie de bancnote au fost ștampilate în numele Istituto di credito del Consiglio Nazionale printr-un decret din 6 octombrie 1919. Coroana fiumană a fost moneda oficială a orașului Fiume până pe 26 septembrie 1920, când, prin decretul generalului Luigi Amantea, comandantul general al trupelor italiene din Fiume, lira italiană a fost introdusă ca noua monedă oficială. Coroana a continuat să circule până în februarie 1924, când orașul Fiume a fost anexat de Italia. Decretul regal nr. 235 din 24 februarie 1924 a stabilit că bancnotele pot fi preschimbate până pe 30 aprilie 1924 la o rată de conversie de 0,40 lire italiene pentru o coroană fiumană.

## Curs de schimb
În noiembrie 1919, o coroană fiumană valora 3 coroane sârbe, croate și slovene sau 0,40 lire italiene. Pe piața neagră, însă, o coroană avea un curs de schimb de 0,21 lire.